# Watermark
Watermark es el segundo álbum de la cantante irlandesa Enya, grabado en 1987 y sacado a la venta en 1988. Watermark es el disco con el que Enya se dio a conocer a escala mundial. Además del éxito comercial de su sencillo «Orinoco Flow» es un trabajo que contiene canciones en latín como «Cursum Perficio» o en gaélico como «Na Laetha Geal M'Oige». Considerado una incipiente muestra de la música new age, aunque la propia Enya no lo considera así.
Fueron lanzadas dos versiones del álbum. En 1989, una versión extendida de Watermark incluía «Storms In Africa (Part 2)» (cantada en inglés). Algo después, las reediciones de Watermark volvían a omitir esta pista.

## Lista de canciones

### Primera edición
1. "Watermark" – 2:25
2. "Cursum Perficio" – 4:09
3. "On Your Shore" – 4:00
4. "Storms In Africa" – 4:02
5. "Exile" – 4:20
6. "Miss Clare Remembers" – 1:59
7. "Orinoco Flow" – 4:26
8. "Evening Falls..." – 3:49
9. "River" – 3:12
10. "The Longships" – 3:39
11. "Na Laetha Geal M'Óige" – 3:56

### Segunda edición (1989)
1. "Watermark" – 2:25
2. "Cursum Perficio" – 4:09
3. "On Your Shore" – 4:00
4. "Storms In Africa" – 4:02
5. "Exile" – 4:20
6. "Miss Clare Remembers" – 1:59
7. "Orinoco Flow" – 4:26
8. "Evening Falls..." – 3:49
9. "River" – 3:12
10. "The Longships" – 3:39
11. "Na Laetha Geal M'Óige" – 3:56
12. "Storms in Africa (Part 2)" – 3:01[1]

### Tercera edición (2009)
1. "Watermark" – 2:25
2. "Cursum Perficio" – 4:09
3. "On Your Shore" – 4:00
4. "Storms In Africa" – 4:02
5. "Exile" – 4:20
6. "Miss Clare Remembers" – 1:59
7. "Orinoco Flow" – 4:26
8. "Evening Falls..." – 3:49
9. "River" – 3:12
10. "The Longships" – 3:39
11. "Na Laetha Geal M'Óige" – 3:56
12. "Storms In Africa (Part 2)" - 3:01
13. "Morning Glory" - 2:28

## Traducción al español de los títulos
Álbum: Watermark (Marca de agua)
1. "Watermark" (Marca de agua)
2. "Cursum Perficio" (Termino mi camino)
3. "On Your Shore" (Sobre vuestra playa)
4. "Storms in Africa" (Tormentas en África)
5. "Exile" (Exilio)
6. "Miss Clare Remembers" (La señorita Clare recuerda)
7. "Orinoco Flow" (La corriente del Orinoco)
8. "Evening Falls..." (La noche cae...)
9. "River" (Río)
10. "The Longships" (Los barcos largos) *Se refiere a los barcos vikingos.
11. "Na Laetha Geal M'Óige" (Los días brillantes de mi juventud)
12. "Morning Glory" (Campanitas) *Se refiere al nombre de una flor.